# 甌海道
甌海道（おうかい-どう）は中華民国北京政府により設置された浙江省の道。

## 沿革
1914年（民国3年）5月23日、清代の温処道管轄区域に設置、道尹は永嘉県に置かれ、下部に永嘉、平陽、麗水、青田、縉雲、松陽、遂昌、竜泉、慶元、雲和、宣平、景寧、瑞安、楽清、泰順、玉環の16県を管轄した。1927年（民国16年）に廃止されている。

## 行政区画
廃止直前の下部行政区画は下記の通り。（50音順）
- 雲和県
- 永嘉県
- 玉環県
- 慶元県
- 景寧県
- 松陽県
- 縉雲県
- 瑞安県
- 遂昌県
- 青田県
- 宣平県
- 泰順県
- 平陽県
- 楽清県
- 竜泉県
- 麗水県